# 캡티브 스테이트
《캡티브 스테이트》(영어: Captive State)는 2019년 개봉한 미국의 범죄, SF, 스릴러 영화이다. 루퍼트 와이엇이 감독과 공동각본을 맡았다.

## 출연

### 주연
- 베라 파미가 : 제인 도 역
- 존 굿맨 : 윌리엄 멀리건 역
- 애슈턴 샌더스 : 가브리엘 역

### 조연
- 조나단 메이저스 : 라파엘 역
- 앨런 럭 : 찰스 역
- 디비 스위니 : 레빗 역
- 머신 건 켈리 : 유르기스 역
- 제임스 랜슨 : 패트릭 역
- 케빈 J. 오코너 : 커머드 역
- 케빈 던 : 유진 이고 역
- 케이틀린 이월드 : 아니타 역
- 매들린 브루어 : 룰라 역
- 벤 다니엘스 : 다니엘 역

## 기타
- 제작총괄: 조나단 킹
- 제작총괄: 론 슈미트
- 제작총괄: 제프 스콜
- 미술: 키스 P. 커닝햄
- 배역: 쉘리아 자프